# Rimland

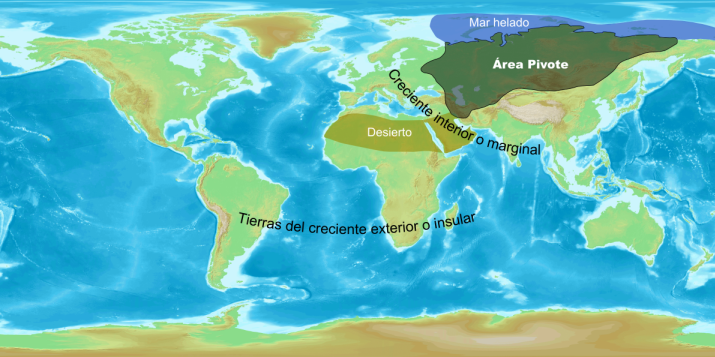
El área pivote (en verde) según Mackinder. El anillo territorial que rodea al Heartland es el Rimland.

Rimland o anillo continental es un concepto geopolítico considerado como clave del poder mundial, defendido por Nicholas John Spykman (1893 – 1943), profesor de relaciones internacionales en la Universidad de Yale. 
Para Spykman la geopolítica es la planificación de la política de seguridad de un país en función de sus factores geográficos. Describía la franja, especialmente marítima, de un país o continente; en particular, los bordes occidental, sur y este densamente poblados del continente euroasiático.

## Heartland y Rimland
Spykman criticó a Mackinder (1861 – 1947) por sobrevalorar su Heartland o corazón continental como de inmensa importancia estratégica debido a su gran tamaño, ubicación geográfica central y supremacía del poder terrestre en lugar del poder marítimo. 
Asumió que el Heartland no sería un centro potencial de Europa, porque:
1. Rusia occidental era entonces una sociedad agraria.
2. Las bases de la industrialización se encontraban al oeste de los montes Urales.
3. Esta área está rodeada al norte, este, sur y suroeste por algunos de los mayores obstáculos para el transporte (hielo y temperaturas bajo cero, montañas, etc.).
4. Nunca ha habido una simple oposición entre el poder terrestre y el poder marítimo.

Spykman pensaba que el Rimland, la franja de tierra costera que rodea Eurasia, sus áreas marginales, era más importante que la zona de Asia central (el llamado Heartland) para el control del continente euroasiático, porque además, daba una mayor importancia al ámbito marítimo, fundamental para comunicarse con el resto del mundo. 
La visión de Spykman se fue adaptando a una supuesta era posterior a la Segunda Guerra Mundial. Consideraba que el enfrentamiento posterior entre la Unión Soviética y los Estados Unidos sería inevitable y que era fundamental un equilibrio de poder en Eurasia. La política estadounidense de "contención" estaba basada en las teorías de Spykman, argumentando que para la seguridad occidental era necesaria, junto con sus aliados, tener una fuerte presencia de la armada en bases militares a lo largo del Rimland.

## Concepto
Según Spykman:
'Quien controla el Rimland gobierna Eurasia, quien gobierna Eurasia controla los destinos del mundo'.
El Rimland, el equivalente al 'Creciente interior o marginal' de Mackinder, se dividió en tres secciones:
- La tierra costera europea.
- La tierra desértica de Arabia y Oriente Medio.
- La tierra monzónica asiática.

El Rimland o media luna interior contiene la mayoría de los habitantes del mundo, así como una gran parte de los recursos globales. Se encuentra entre el Heartland y los mares marginales. Incluye Asia Menor, Arabia, Irán, Afganistán, Sudeste Asiático, China, Corea y Siberia Oriental excepto Rusia.
Todos los países antes mencionados se encuentran en la zona de amortiguamiento (buffer) que se encuentra entre el poder marítimo y el poder terrestre. Los países del Rimland son estados anfibios que rodean los continentes euroasiáticos.
Si bien Spykman acepta los dos primeros tal como se definen, rechaza la simple agrupación de los países asiáticos en una 'tierra monzónica'. La India, el litoral del Océano Índico y la cultura india están geográfica y civilizatoriamente separados de las tierras chinas.
La característica definitoria del Rimland es que es una región intermedia, situada entre el Heartland y las potencias marítimas marginales. Como zona de amortiguamiento anfibia entre las potencias terrestres y las potencias marítimas, debe defenderse de ambos lados, y ahí radican sus problemas fundamentales de seguridad. La concepción de Spykman del Rimland se parece más a la 'zona debatida y discutible' de Alfred Thayer Mahan que a la media luna interior o marginal de Mackinder.
El Rimland tiene una gran importancia por su peso demográfico, sus recursos naturales y su desarrollo industrial. Spykman veía esta importancia como la razón por la que el Rimland sería crucial para contener el Heartland (mientras que Mackinder creía que el "Creciente exterior o insular" sería el factor más importante en la contención del Heartland).

## Aplicabilidad y variaciones
Spykman pidió la consolidación de los países del Rimland para asegurar su supervivencia durante la Segunda Guerra Mundial. Con la derrota de Alemania y el surgimiento de la Unión Soviética, las opiniones de Spykman fueron adoptadas durante la formulación de la política estadounidense de la Guerra Fría para contener la influencia comunista.
Sin embargo, como los estados dentro del Rimland tenían diversos grados de independencia y gran variedad de culturas, no quedó bajo el control de un solo poder.
Spyros Katsoulas presentó el concepto del "Puente del Rimland" para describir la bisagra entre Europa y Asia, donde se encuentran Grecia, Chipre y Turquía. El propósito de este nuevo término no es contradecir, sino más bien complementar la teoría de Spykman y resaltar la importancia geoestratégica especial del Mediterráneo oriental, así como su inherente inestabilidad.
El Puente del Rimland se define como la zona de tránsito y de amortiguamiento que conecta las partes europea y asiática del Rimland. Entre sus características, actúa simultáneamente como un punto de congestión estratégico y una valiosa puerta de entrada, pero también como un peligroso cinturón de ruptura (geopolítica) debido a la perdurable rivalidad entre Grecia y Turquía.

## Críticas
- Fue una profecía autocumplida.
- En su concepto de poder aéreo no incluyó el uso de modernos misiles con cabezas nucleares.
- El Rimland no es una región sino una unidad, si no, el epítome de la diversidad geográfica.
- La teoría del Rimland está sesgada en contra de los países asiáticos.
- La Teoría del Rimland no tiene en cuenta los diversos conflictos que tienen lugar entre sus diferentes países (por ejemplo, entre India y Pakistán, etc.)